# Зеленіно
Зеленіно (рос. Зеленино) — село Солнечногорського міського поселення у Солнечногорському районі Московської області Російської Федерації.

## Розташування
Село Зеленіно входить до складу міського поселення Солнечногорськ, воно розташовано на північ від Солнечногорська, недалеко від ріки Лутосня, поруч із озером Сенеж.

## Населення
Станом на 2002 рік у селі проживала 1 людина, а в 2010 році — 4 особи.